# Representación LGBT en la televisión de Chile
La representación LGBT en la televisión de Chile ha aumentado y variado respecto de sus primeras apariciones en las últimas décadas del siglo XX. Las primeras caracterizaciones correspondían a estereotipos y representaciones con tono humorístico, siendo generalmente objetos de burlas, dando paso a partir de inicios del siglo XXI a representaciones más diversas y objetivas.

## SigloXX

### Dictadura militar
Los personajes gay en las telenovelas chilenas han estado presentes desde la década de 1980, si bien en sus inicios se representaban de manera estereotipada como personas afeminadas y amaneradas, y correspondían a roles secundarios o irrelevantes dentro de la trama central. El primer personaje de este estilo corresponde a «Luisín» o «Luchín» en La madrastra (Canal 13, 1981), interpretado por Humberto Gallardo, y en la misma década apareció el personaje de Andrés «Ye-Yé» Hermosilla (Alberto Rivera) en la teleserie Morir de amor (TVN, 1985). En El juego de la vida (TVN, 1983) se habría insinuado una supuesta atracción de Paola García (Shlomit Baytelman) hacia Carolina Salinas Latorre (Pilar Cox), sin embargo dicha situación nunca fue confirmada ni desmentida por la producción de la telenovela, más aún considerando que Baytelman fue sacada de la teleserie por discrepancias con el equipo.
El 7 de noviembre de 1984, durante el XXV Festival Internacional de la Canción de Viña del Mar, la presentación del humorista Hermógenes Conache fue abruptamente cortada en la transmisión que realizaba Televisión Nacional de Chile luego que el director, Sergio Riesenberg, la considerara «grosera y de mal gusto» producto de los chistes que se realizaron sobre «Soapisa», un vendedor de sopaipillas homosexual.

### Retorno a la democracia
El retorno a la democracia generó mayor libertad en la televisión para abordar distintas temáticas, entre ellas la diversidad sexual. En 1992 el programa Unas y otras de TVN realizó la primera entrevista televisada a un dirigente de una agrupación LGBT, luego que las presentadoras (Pamela Jiles y Delia Vergara) dialogaran con Roberto Pablo, miembro del Movimiento de Liberación Homosexual (Movilh). En la segunda mitad de la década de 1990, el programa Caleta de pecadores (Canal 2 Rock & Pop), conducido por Monserrat Álvarez, fue uno de los primeros espacios en presentar temas como la transexualidad y entrevistar a travestis.
No obstante lo anterior, se produjo un aumento en la presencia de personajes homosexuales estereotipados como afeminados y amanerados, y que eran reiteradamente objeto de burlas. Además del mayordomo Amadeo Morales (Luis Gnecco) en Trampas y caretas (TVN, 1992), el chef Pierre Lafont (Felipe Armas) en Marrón glacé (Canal 13, 1993), Juanito Lyon (Rodolfo Bravo) en Ámame (TVN, 1993), José Luis (Claudio Valenzuela) en Juegos de fuego (TVN, 1995) y Rolando «Rolo» Moreira (Gabriel Prieto) en Loca piel (TVN, 1997), los programas humorísticos comenzaron a utilizar reiteradamente personajes del mismo estilo, como por ejemplo el espacio Jappening con ja con el sketch «Le Bisoñé», en el que se realizaba una burla del estereotipo del peluquero afeminado; otros personajes caracterizados como homosexuales en tono de comedia surgidos en esta época fueron Tony Esbelt (Mauricio Flores), Alfonsito (Gilberto Guzmán), Chalo (Claudio Reyes) y El Cochiguaz (Claudio Valenzuela).
En la sitcom Vivir al día, emitida por La Red en 1998, el personaje interpretado por Nicolás Huneeus se convirtió en el primero que asumía públicamente su homosexualidad en pantalla en una producción televisiva chilena durante el capítulo emitido el 12 de agosto de dicho año. En los episodios siguientes se reveló que poseía pareja (interpretada por Carlos Díaz), salió del clóset con su grupo de amigos y no era caricaturizado en la historia.

## SigloXXI

### Década de 2000
En los primeros años de la década los personajes LGBT que aparecieron en las teleseries chilenas fueron el asistente teatral Macario Ortega «Orteguita» (Eduardo Soto) en Pampa Ilusión (TVN, 2001), Mauricio «El Rucio» Jiménez (Andrés Velasco) en Amores de mercado (TVN, 2001) —interpretando a un coreógrafo afeminado— y Recaredo Oyarzún (Mauricio Pesutic) en Purasangre (TVN, 2002), este último el primer personaje abiertamente homosexual que era padre de una hija —Brenda Valenzuela, interpretada por Sigrid Alegría—.
2003 fue un año clave para la representación de la homosexualidad en la televisión chilena: en aquel año aparecen los primeros personajes gais relevantes en dos telenovelas emitidas de manera simultánea. Machos, transmitida por Canal 13, fue la primera en mostrar de una manera más grave y compleja el conflicto de la homosexualidad en la familia mediante el personaje de Ariel Mercader, interpretado por Felipe Braun, si bien el personaje nunca tuvo en pantalla ninguna relación afectiva o entregara indicios de su homosexualidad, debido al rechazo de la plana directiva del canal —en aquel entonces controlada por la Pontificia Universidad Católica de Chile— a mostrar escenas que fueran «contrarias a los valores católicos». Puertas adentro, emitida por Televisión Nacional de Chile, presentaba en una de sus tramas la historia de Efraín y Humberto —interpretados por Luis Alarcón y José Soza—, una pareja gay de la tercera edad que viven en la toma de terreno donde se desarrolla la teleserie; inicialmente ocultaban su amor ante sus vecinos señalando que eran parientes o amigos, hasta que se descubre su relación afectiva y son expulsados del campamento para finalmente retornar luego de que los pobladores les pidieran perdón. El 1 de diciembre del mismo año fue lanzada una campaña informativa del Ministerio de Salud para prevenir el VIH/sida, que incluyó anuncios en televisión en los cuales aparecía representada por primera vez de forma explícita una pareja gay.
El 22 de agosto de 2004 comenzó a emitirse en televisión abierta un comercial de la compañía de telefonía móvil Smartcom, que fue el primer spot chileno en que aparecía un beso lésbico. La publicidad fue censurada por Canal 13 y Mega; este último canal sacó del aire dicho comercial luego de exhibirlo solo cuatro veces.
Diferentes telenovelas chilenas han visibilizado las relaciones de gais y lesbianas a partir de 2003, entre las que se cuentan: Ídolos (TVN, 2004) con la historia lésbica entre Emilia Escorza (Liliana García) y su secretaria Denisse Figueroa (Alexandra Vega), Los treinta (TVN, 2005) con el personaje del chef Benito Lorca (Juan José Gurruchaga) que tenía asumida su homosexualidad, Cómplices (TVN, 2006) con la relación entre Sebastián Opazo (Néstor Cantillana) y Javier Nuñez (Ricardo Fernández) —cuyo beso en el capítulo final fue censurado—, Vivir con 10 (CHV, 2007) con las historias de Pastora Solé (Javiera Hernández) y Colín Mackenzie (William Edgar) —quienes descubren y exploran su homosexualidad a lo largo de la trama—, El señor de La Querencia (TVN, 2008) con Lucrecia Santa María (Lorena Bosch) en un personaje que recibió elogios de la comunidad lésbica chilena, ¿Dónde está Elisa? (TVN, 2009) con la relación entre Javier Goyenechea (César Caillet) e Ignacio Cousiño (Álvaro Morales), Los exitosos Pells (TVN, 2009) con la trama entre Martín (Ricardo Fernández) y Tomás Aldunate (Sebastián Layseca) —quienes se dieron el primer beso gay en pantalla en horario apto para menores—, y Conde Vrolok (TVN, 2009-2010) con la historia de Úrsula (Antonia Santa María), una vampira lesbiana. Mala conducta (CHV, 2008) fue la primera producción chilena en presentar un personaje transgénero: Maripepa Inostroza, interpretada por Marcela Osorio, quien reconocía que anteriormente su identidad era Mario Ernesto Inostroza.
Algunas de las series chilenas de los años 2000 que incluyeron personajes relevantes y abiertamente homosexuales a lo largo de su respectiva trama son Bienvenida realidad (TVN, 2004) con la historia Gloria (Isabel Ruiz) quien explora su sexualidad, Cárcel de mujeres (TVN, 2007), basada en la novela homónima y que presenta el papel de Raquel «La Raco» Reina (interpretada por Paulina García), y Aquí no hay quien viva (CHV, 2009) —versión chilena de la serie española—.

### Década de 2010
Las presentaciones de los humoristas Mauricio Flores y Óscar Gangas en el Festival de Viña del Mar de 2011 realizado en febrero de dicho año, en las cuales se realizaron chistes ofensivos hacia la diversidad sexual, generaron que el Consejo Nacional de Televisión (CNTV) decidiera formular cargos contra Chilevisión, canal encargado de emitir el certamen, sancionándolo en mayo del mismo año con una multa de aproximadamente 15 millones de pesos de la época —el monto más alto hasta ese momento para una multa del organismo regulador—. La denuncia del CNTV señalaba «la persistente ridiculización de la referida minoría, empleada para suscitar la hilaridad del público, representa un hostigamiento, que no puede sino herir la dignidad de sus personas, a la vez que vulnerar, por el depósito de intolerancia a él subyacente, el pluralismo, componente inmanente a todo sistema democrático».
A partir de 2010 la televisión chilena comenzó a realizar distintos formatos de reality show o docu-reality que estaban enfocados en la población LGBT. En 2013 Mega estrenó Ojo con clase, versión chilena del reality estadounidense Queer Eye. Durante 2015 se transmitió por primera vez en señal abierta dos programas de producción nacional con contenido exclusivo LGBT: Happy Together es un docureality de Televisión Nacional de Chile (TVN) que narra la historia de dos hombres enamorados que quieren formar una familia, Julio Cezar Dantas y Juan Pablo Fuentealba. Además se estrenó The Switch Drag Race, un programa de talentos y reality show transmitido por la cadena de televisión Mega, presentado por Karla Constant y con la participación especial de la diva drag Nicole Gaultier como entrenadora y jueza. Es oficialmente la versión chilena del programa estadounidense RuPaul's Drag Race.
En cuanto a las teleseries, las producciones chilenas que incluyeron personajes LGBT en su trama durante esta década fueron Manuel Rodríguez (CHV, 2010), Mujeres de lujo (CHV, 2010) con la trama de Angélica «Perla» Vargas (Catalina Guerra) —quien posee relaciones lésbicas con personajes como Ópalo (Taira Court) y Zafiro (Catalina Olcay)—, Infiltradas (CHV, 2011) que muestra la historia de Macarena Sastre (Marcela del Valle) quien primero se enamora de Minerva Magallanes (Katty Kowaleczko) y en su capítulo final se casa con Nina Engel (Ignacia Allamand), La doña (CHV, 2011), Separados (TVN, 2012), Soltera otra vez (Canal 13, 2012) con el personaje de Loretta Buzzio (Elvira Cristi) quien posee un amor no correspondido con la protagonista, Reserva de familia (TVN, 2012) con la historia de la detective Jacqueline Ortega (Ximena Rivas) quien se enamora de Paula Risopatrón (Paola Volpato), Maldita (Mega, 2012), La sexóloga (CHV, 2012), Graduados (CHV, 2013), Socias (TVN, 2013) con la trama de Verónica Tagle (Javiera Hernández) y Claudia Riesco (Marcela del Valle) quienes deben pelear la custodia de sus hijos con el exesposo de una de ellas, Las 2 Carolinas (CHV, 2014) con la trama de Isidora Ruíz (Sofía García) —una surfista que vive en Australia con su novia Renata Stewart (Andrea García Huidobro)—, No abras la puerta (TVN, 2014) que mostró la historia de las restauradoras de muebles Carla Marambio (Alejandra Fosalba) y Daniela Sepúlveda (María José Illanes), Preciosas (Canal 13, 2016) con la relación entre Elsa "La Loca" Morales (Tamara Acosta) y Paola «La Palo Santo» Farfán (Karla Melo), Wena profe (TVN, 2017-2018) desarrollando la historia de Trinidad Echeñique (Valentina Becker) quien es una estudiante lesbiana, Perdona nuestros pecados (Mega, 2017) con la relación lésbica entre Bárbara Román (María José Bello) y Mercedes «Mechita» Möller (Soledad Cruz) —desarrollando una relación que los fanáticos de la telenovela apodaron como «Barcedes»—, y Casa de muñecos (Mega, 2018).
En septiembre de 2017 la cadena de grandes almacenes París emitió en televisión abierta el primer comercial en Chile donde aparecía representada una pareja homosexual.
La teleserie Gemelas, emitida en Chilevisión entre 2019 y 2020, presentó al segundo personaje trans en las producciones dramáticas chilenas: Paquita, interpretada por Loreto Valenzuela y que en el capítulo emitido el 26 de noviembre de 2019 revelaba su identidad, señalando también que antes de su cirugía de reasignación de sexo fue cónyuge de Maruca (Berta Lasala) y padre de Vicente (Francisco Gormaz), protagonistas de la telenovela.
Algunas series que poseían personajes abiertamente LGBT fueron Cumpleaños (TVN, 2011), Pic-Nic (Vía X, 2012) en donde Amanda Ericson (Valentina Pollarolo) desarrolla una relación lésbica durante algunos capítulos con Romina (Sofía Oportot), y Familia moderna (Mega, 2015), esta última adaptación chilena de la serie estadounidense Modern Family. La miniserie de televisión Zamudio: Perdidos en la noche se estrenó en marzo de 2015, transmitida por TVN. Describe el asesinato homofóbico de Daniel Zamudio, y fue el primero en mostrar escenas de sexo gay en televisión en horario de máxima audiencia. El primer episodio de la serie fue reproducido por el canal de televisión el Viernes Santo sin generar controversias.

### Década de 2020
Entre 2017 y 2022 se emitió en Mega la telenovela Verdades ocultas, que tuvo como sus villanos principales en la etapa final a la pareja gay compuesta por Mateo Valdés (Cristián Carvajal) y Gaspar Inostroza	(Cristián Arriagada). Demente (Mega, 2021) presentó la relación lésbica entre Flavia Betancourt (Patricia Rivadeneira) y Javiera Cáceres (Íngrid Cruz), que fue apodada por los fanáticos como «Flaviera». Otras teleseries de Mega que han tenido personajes homosexuales han sido Yo soy Lorenzo (2019-2020) con su protagonista —Lorenzo Mainardi (Jorge Arecheta)— intercambiando roles con su chófer para poder vivir libremente su homosexualidad en la década de 1960, 100 días para enamorarse (2019-2021) con el personaje de Martina (Teresita Commentz) quien se identifica como trans e inicia su transición para convertirse en Martín, La ley de Baltazar (2022-2023) con la trama de Hernán (Gabriel Urzúa), un médico que mantuvo una relación durante cinco años con Mariano (Gabriel Cañas), y Generación 98 (2023-2024) con el personaje de Robin (Gabriel Urzúa).
Como la vida misma, teleserie emitida por Mega entre 2023 y 2024, presenta la historia entre Joselo (Max Salgado), un joven gay que al inicio de la trama no había salido del clóset, y Thiago (Francisco Dañobeitía), quien vive su sexualidad libremente, quienes se conocen y establecen una relación que ha generado reacciones positivas en la teleaudiencia, especialmente entre los segmentos jóvenes y a través de las redes sociales.
El 17 de abril de 2021 se estrenó en La Red Las gansas, el primer programa chileno emitido en televisión abierta dedicado especialmente a la diversidad sexual; el espacio era conducido por César Muñoz y Luis Aliste. En total se emitieron 32 capítulos hasta el 11 de diciembre, siendo cancelado en la semana siguiente.